# Falcon Alkoholfri Arena
Falkenberg Arena, av sponsorskäl Falcon Alkoholfri Arena, är en fotbollsarena i Falkenberg. Falkenbergs FF spelar där, liksom IF Böljan:s damlag sedan de avancerade till Elitettan. Den invigdes med en Superettanmatch mellan Falkenbergs FF och Östers IF 2 april 2017, där Östers IF vann med 2–0. Arenan är byggd för att klara Svenska fotbollförbundets krav på allsvenska fotbollsmatcher.
Namnsponsor för arenan är bryggerikoncernen Carlsberg som äger varumärket Falcon. För att få döpa arenan efter sitt varumärke för öl var Carlsberg enligt marknadsföringslagen tvungna att lägga till ordet alkoholfri i namnet på arenan för att markera att det inte är alkoholhaltiga drycker som marknadsförs.